# Ozdín
Ozdín (allemand : Ossden,  hongrois : Ozdin) est un village de Slovaquie situé dans la région de Banská Bystrica.

## Histoire
La première mention écrite du village date de 1279.

## Démographie

### Évolution de la population
| Année:               | 1994. | 2004.   | 2014.    | 2024.    |
| -------------------- | ----- | ------- | -------- | -------- |
| Nombre de personnes: | 359   | 370     | 330      | 274      |
| Différence:          |       | +3,06 % | -10,81 % | -16,96 % |

| Année:               | 2023. | 2024.   |
| -------------------- | ----- | ------- |
| Nombre de personnes: | 278   | 274     |
| Différence:          |       | -1,43 % |